# Кристиан Крафт фон Хоенлое-Йоринген
Август Карл Кристиан Крафт фон Хоенлое-Йоринген (на немски: Christian Kraft zu Hohenlohe-Öhringen; August Karl Christian Kraft Christian Kraft Fürst zu Hohenlohe-Oehringen; * 21 март 1848, Йоринген; † 14 май 1926,Шомод, Унгария) е 5. княз на Хоенлое-Йоринген, 2. херцог на Уязд и граф на Глайхен, генерал, политик и минен-индустриалец.

## Биография
Той е най-големият син на индустриалеца княз Хуго фон Хоенлое-Йоринген (1816 – 1897) и съпругата му Паулина фон Фюрстенберг (1829 – 1900), дъщеря на княз Карл Егон II фон Фюрстенберг (1796 – 1854) и Амалия фон Баден (1795 – 1869). Брат е на Август Карл (1854 – 1884, Сан Ремо), Йохан (Ханс) Хайнрих Георг фон Хоенлое-Йоринген (1858 – 1945), 6. княз на Хоенлое-Йоринген, и Макс Антон Карл (1860 – 1922), пруски генерал-майор.
Кристиан Крафт посещава първо рицарската академия в Легница. След това следва до 1870 г. право в Бон. Той се жени морганатически за Отилия графиня Лубраниец-Дамбска, родена Браунс и няма законни деца.
Кристиан Крафт е пруски кралски генерал-майор (à la suite) и между 1895 и 1899 г. „оберст-кемерер“ на кайзер Вилхелм II. Между 1880 и 1881 г. и от 1883 до 1912 г. той е в Райхстага.
През 1924 г. Кристиан Крафт става сеньор на целия род Хоенлое. Той има годишен доход от 7 милиона марки и състояние от 151 милиона марки и е един от най-богатите немски благородници.
Умира на 14 май 1926 г. на 78 години в Унгария и е погребан в Яворина (Uhrngarten), в словашките Високи Татри. Там той има горска и ловна собственост от 15 000 хектара.